# Arrojadoa eriocaulis
A Arrojadoa eriocaulis é uma rara espécie de planta que ocorre emáreas de solos arenosos à leste de Mato Verde, no estado brasileiro de Minas Gerais.